# Zespół pałacowo-parkowy w Wodzisławiu Śląskim-Kokoszycach
Zespół pałacowo-parkowy w Wodzisławiu Śląskim – Kokoszycach – znajdujący się w Wodzisławiu Śląskim w dzielnicy Kokoszyce, składający się z XIX wiecznego pałacu i parku. Obecnie kompleks stanowi Archidiecezjalny Dom Rekolekcyjny w Wodzisławiu Śląskim-Kokoszycach im. bpa Stanisława Adamskiego.

## Pałac
Pałac wybudował około roku 1822 Wilhelm Franz von Zawadzki. Dawniej wymieniano również na podstawie wyrytej i źle odczytanej daty na fasadzie budynku - powstanie i budowę pałacu w roku 1783 przez Gustawa Balatzara von Czebulka (ówczesnego właściciela Kokoszyc).
Przez lata pałac był prywatną rezydencją kolejnych właścicieli Kokoszyc, aż do roku 1928, kiedy to został odkupiony i przekształcony w Dom Rekolekcyjny przez katowicką kurię metropolitarną. W latach 60. XX w. w pałacu przebywał, ówcześnie jeszcze kardynał, Karol Wojtyła. Obecnie w murach pałacu nadal mieści się Dom Rekolekcyjny Archidiecezji Katowickiej. Na terenie kompleksu pałacowego znajduje się również Gospodarstwo Rolne Archidiecezji Katowickiej.

## Park

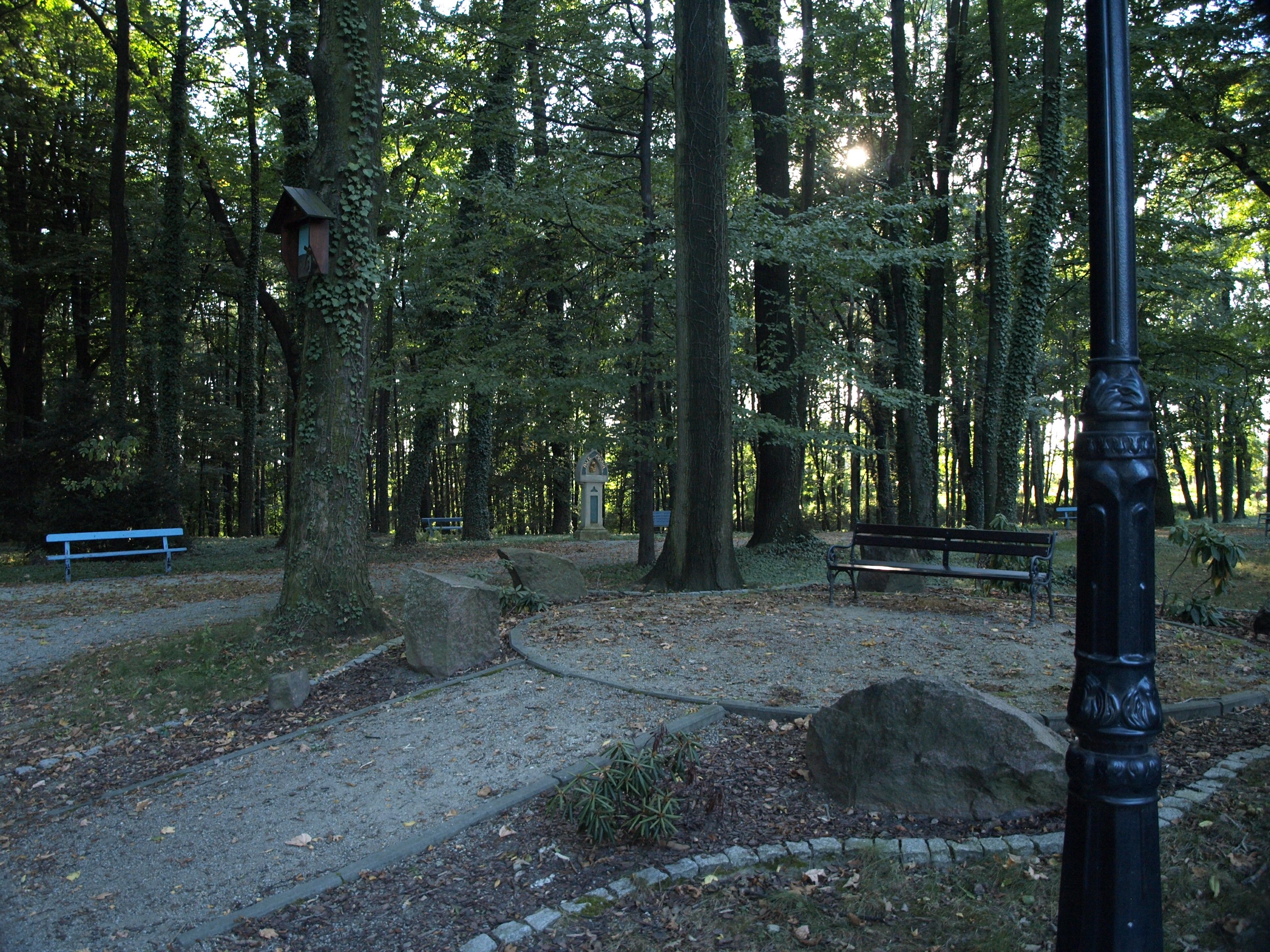
Park w Wodzisławiu - Kokoszycach

Park powstał razem z pałacem w początku XIX wieku. W parku rosną prawie wszystkie drzewa i krzewy, które spotkać można w każdym zakątku Polski, np. różne gatunki dębów, sosen (całe aleje sosny wejsmutskiej), modrzewi, świerków, jesionów, buków, olch, grabów, jarzębiny, wiązów, kasztanów. Znaleźć można również okazy drzew tropikalnych, rosnących w innych szerokościach geograficznych w tym m.in. specjalna hodowla azalii, okazałe kasztanowce czy niezmiernie rzadkie tulipanowce.
Na terenie parku znajduje się aż 8 stawów. W pobliżu parku i pałacu znajduje się również stadnina koni. Park zaliczany jest do krajobrazowych i liczy ok. 30 ha.

## Literatura
- Paweł Porwoł, Kokoszyce oaza ciszy, Katowice 2008